# Hersilia setifrons
Hersilia setifrons is een spinnensoort uit de familie van de Hersiliidae.
De wetenschappelijke naam van de soort werd in 1928 gepubliceerd door Reginald Frederick Lawrence.